# Marcos Daniel
Marcos Diniz Daniel (Passo Fundo, 4 juli 1978) is een voormalig Braziliaanse tennisser. Hij is prof sinds 1997 en haalde voor het eerst de top 100 in 2005. Zijn hoogste plaats op de ATP-ranglijst is de 56e, die hij behaalde op 14 september 2009.
Daniel heeft geen ATP-toernooi gewonnen, maar heeft wel 14 challenger- en 8 futurestoernooien op zijn naam staan in het enkelspel. Zijn beste resultaten in een ATP-toernooi waren de kwartfinales op het toernooi van Acapulco in 2006 en op het ATP-toernooi van Belgrado in 2009. Zijn beste resultaat in het enkelspel op een grandslamtoernooi is de tweede ronde (op Roland Garros in 2008).
Daniels broer Márcio heeft een eigen tennisacademie, waar Daniel vroeger werkte als ballenjongen. Daniel is begonnen met tennissen op vijfjarige leeftijd. Toen hij tien was, startte hij zijn tenniscarrière.

## Carrière

### Jaarverslagen

#### 1995 - 2002
Daniel speelde zijn eerste challenger in 1995, in Brasilia. In 1997 werd hij proftennisser. Hij haalde dat jaar zijn eerste halve finale op een challenger. Van 1998 tot 2000 speelde hij hoofdzakelijk futurestoernooien, en af en toe een challenger. In 1999 won hij zijn eerste futurestoernooi. Vanaf 2001 speelde hij meer challengertoernooien en hij haalde dat jaar zijn eerste finale op een challenger, in Lima. In 2002 speelde Daniel zijn eerste ATP-toernooi, in Viña del Mar, waar hij in de eerste ronde verloor van Nicolas Coutelot.

#### 2003 - 2007
In 2003 maakte Daniel zijn grandslamdebuut op de Australian Open. Hij verloor in de eerste ronde van thuisspeler Wayne Arthurs. In februari boekte hij zijn eerste zege op ATP-niveau, door in de eerste ronde van het ATP-toernooi van Viña del Mar zijn landgenoot Fernando Meligeni te verslaan. In september won hij zijn eerste challenger, in Gramado.
In 2004 speelde Daniel hoofdzakelijk futures (waarvan hij er drie won) en challengers.
In 2005 nam hij voor het eerst deel aan Roland Garros, waar hij in de eerste ronde verloor. In juli won hij de challenger van Bogota, waar hij ook in oktober een challenger won. In november was hij de beste op de challenger van Guayaquil. Hij kwam die maand ook voor het eerst binnen in de top 100 en eindigde het jaar ook voor het eerst binnen de top 100, op plaats 94.
In 2006 nam Daniel voor de tweede maal deel aan de Australian Open, maar hij moest opgeven in de openingsronde. In februari haalde hij voor het eerst een ATP-kwartfinale, op het ATP-toernooi van Acapulco. Op Roland Garros, Wimbledon en de US Open verloor hij in de eerste ronde. Hij viel daarna weer terug uit de top 100 en eindigde het jaar op plaats 165.
In 2007 nam Daniel deel aan één Grand Slam (Roland Garros, waar hij verloor in de eerste ronde) en haalde hij vier challengerfinales, waarvan hij er een won, in Bogota in oktober. Hij beëindigde 2007 op plaats 118.

#### 2008 - 2010
In maart 2008 won hij het challengertoernooi van Bogota en haalde hij de finale van de challenger van Napels. Hij kwam die maand ook weer terug binnen in de top 100. In april haalde hij de kwartfinale op het ATP-toernooi van Houston. Op Roland Garros wist hij eindelijk een ronde te winnen op een grandslamtoernooi. Hij won in de eerste ronde doordat Juan Carlos Ferrero opgaf, maar sneuvelde in ronde 2 tegen Jürgen Melzer. Op Wimbledon lag hij er meteen in de eerste ronde uit. Tijdens de zomer nam hij deel aan de Olympische Spelen in Peking. In het enkelspel verloor hij in de eerste ronde van Jürgen Melzer. Op de US Open verloor hij in de openingsronde, maar hij won in september wel nog twee challengers, in Cali en Bogota. Daniel eindigde het jaar weer binnen de top 100, op plaats 79.
2009 startte met verlies in de eerste ronde van de Australian Open. In maart won hij de challenger van Marrakesh en in mei die van Zagreb, waar hij in de finale de Belg Olivier Rochus versloeg. Hij haalde die maand ook de kwartfinale op het ATP-toernooi van Belgrado. Op Roland Garros was hij in de openingsronde kasnloos tegen Rafael Nadal. In juli won hij een challenger in Bogota en haalde hij voor het eerst een halve finale op ATP-niveau, in Gstaad. Op de US Open sneuvelde hij alweer in ronde 1. Hij bereikte in september met een 56e plaats wel zijn hoogste plaats ooit op de ATP-ranglijst. Net zoals in 2008 beëindigde Daniel het jaar op plaats 87.
Ook in 2010 raakte Daniel niet voorbij de eerste ronde van de Australian Open en van Wimbledon. In april won hij de challenger in het Braziliaanse Blumenau. In het najaar won hij nog twee challengers, in São Paulo en Medellin. Hij sloot 2010 af op de 96e plaats.

#### 2011 - 2012
Op de Australian Open gaf Daniel in de eerste ronde op tegen Rafael Nadal. Daarna speelde hij niet meer tot de maand april, waarin hij twee challengers en één ATP-toernooi speelde. Daarna kwam hij niet meer in actie in 2011. Hierdoor tuimelde hij naar beneden in de rankings en sloot hij het jaar af op plaats 913. Ook in 2012 speelde hij niet, op een dubbelpartij in een futurestoernooi in februari na.

### Davis Cup
In 2004 speelde Daniel voor het eerst voor het Braziliaanse Davis Cupteam, in de halve finale van de Amerikagroep tegen Paraguay. Daniel speelde van 2004 tot en met 2010 elk jaar minstens eenmaal in de Davis Cup, met uitzondering van 2005 en 2007. Hij speelde in totaal zes enkelmatchen, waarvan hij er vier won, en een dubbelpartij, die hij won.

## Palmares
| Legenda                       | Legenda               |
| ----------------------------- | --------------------- |
| Grand Slam                    |                       |
| Olympische Spelen             |                       |
| tot 2009                      | vanaf 2009            |
| Tennis Masters Cup            | ATP Finals            |
| ATP Masters Series            | ATP Tour Masters 1000 |
| ATP International Series Gold | ATP Tour 500          |
| ATP International Series      | ATP Tour 250          |

### Enkelspel
| Nr.                  | Datum             | Toernooi  | Ondergrond | Tegenstander in finale | Score         |
| -------------------- | ----------------- | --------- | ---------- | ---------------------- | ------------- |
| Gewonnen challengers |                   |           |            |                        |               |
| 1.                   | 2 september 2003  | Gramado   | Hardcourt  | José de Armas          | 7-5, 7-5      |
| 2.                   | 18 juli 2005      | Bogota    | Gravel     | Jean-Julien Rojer      | 6-4, 6-4      |
| 3.                   | 17 oktober 2005   | Bogota    | Gravel     | Daniel Köllerer        | 6-2, 6-3      |
| 4.                   | 7 november 2005   | Guayaquil | Gravel     | Flávio Saretta         | 6-2, 1-6, 6-0 |
| 5.                   | 15 oktober 2007   | Bogota    | Gravel     | Santiago Giraldo       | 7-6, 6-4      |
| 6.                   | 3 maart 2008      | Bogota    | Gravel     | Iván Navarro           | 6-3, 1-6, 6-3 |
| 7.                   | 15 september 2008 | Cali      | Gravel     | Leonardo Mayer         | 6-2, opgave   |
| 8.                   | 22 september 2008 | Bogota    | Gravel     | Horacio Zeballos       | 6-4, 4-6, 6-4 |
| 9.                   | 22 maart 2009     | Marrakesh | Gravel     | Lamine Ouahab          | 4-6, 7-5, 6-2 |
| 10.                  | 17 mei 2009       | Zagreb    | Gravel     | Olivier Rochus         | 6-3, 6-4      |
| 11.                  | 19 juli 2009      | Bogota    | Gravel     | Horacio Zeballos       | 4-6, 7-6, 6-4 |
| 12.                  | 18 april 2010     | Blumenau  | Gravel     | Bastian Knittel        | 7-5, 6-7, 6-4 |
| 13.                  | 25 oktober 2010   | São Paulo | Gravel     | Thomaz Bellucci        | 6-1, 3-6, 6-3 |
| 14.                  | 1 november 2010   | Medellín  | Gravel     | Juan Sebastian Cabal   | 6-3, 7-5      |

### Dubbelspel
| Nr.                              | Datum             | Toernooi       | Ondergrond | Partner           | Tegenstanders in finale               | Score            |
| -------------------------------- | ----------------- | -------------- | ---------- | ----------------- | ------------------------------------- | ---------------- |
| Gewonnen challengers herendubbel |                   |                |            |                   |                                       |                  |
| 1.                               | 28 juli 2003      | Belo Horizonte | Hardcourt  | Alexandre Simoni  | Kentaro Masuda Takahiro Terachi       | 6-4, 6-2         |
| 2.                               | 1 september 2003  | Gramado        | Hardcourt  | Alexandre Simoni  | Santiago Gonzalez Alejandro Hernández | 7-6(5), 6-4      |
| 3.                               | 9 augustus 2004   | Manta          | Hardcourt  | Santiago Gonzalez | Eric Nunez Jimy Szymanski             | 3-6, 6-2, 7-6(5) |
| 4.                               | 18 april 2005     | Bogota         | Gravel     | Santiago Gonzalez | Goran Dragicevic Mirko Pehar          | 7-6(4), 6-3      |
| 5.                               | 12 september 2005 | Sevilla        | Gravel     | Fernando Vicente  | Flavio Cipolla Alessandro Motti       | 6-2, 6-7(1), 7-5 |
| 6.                               | 17 oktober 2005   | Bogota         | Gravel     | Santiago Gonzalez | Frederico Gil Marcelo Melo            | 6-2, 7-5         |
| 7.                               | 8 oktober 2007    | Quito          | Gravel     | Brian Dabul       | Hugo Armando Ricardo Mello            | 4-6, 7-5, 10-7   |

## Prestatietabellen
| Legenda | Legenda                          |
| ------- | -------------------------------- |
| g.t.    | geen toernooi gehouden           |
| l.c.    | lagere categorie                 |
| –       | niet deelgenomen                 |
| G       | uitgeschakeld in de groepsfase   |
| 1R      | uitgeschakeld in de eerste ronde |
| 2R      | uitgeschakeld in de tweede ronde |
| 3R      | uitgeschakeld in de derde ronde  |
| 4R      | uitgeschakeld in de vierde ronde |
| KF      | uitgeschakeld in de kwartfinale  |
| HF      | uitgeschakeld in de halve finale |
| F       | de finale verloren               |
| W       | het toernooi gewonnen            |
| w-v     | winst/verlies-balans             |

### Prestatietabel enkelspel
Deze gegevens zijn bijgewerkt tot en met 25 juli 2012.
| Grandslamtoernooien   |                   |                   |                   |                   |                   |                   |                   |               |               |               |      |        |
| Australian Open       | –                 | 1R                | –                 | –                 | 1R                | –                 | –                 | 1R            | 1R            | 1R            | –    | 0-5    |
| Roland Garros         | –                 | –                 | –                 | 1R                | 1R                | 1R                | 2R                | 1R            | –             | –             | –    | 1-5    |
| Wimbledon             | –                 | –                 | –                 | –                 | 1R                | –                 | 1R                | –             | 1R            | –             | –    | 0-3    |
| US Open               | –                 | –                 | –                 | –                 | 1R                | –                 | 1R                | 1R            | –             | –             | –    | 0-3    |
| Winst-verlies         | 0-0               | 0-1               | 0-0               | 0-1               | 0-4               | 0-1               | 1-3               | 0-3           | 0-2           | 0-1           | 0-0  | 1-16   |
| ATP World Tour Finals |                   |                   |                   |                   |                   |                   |                   |               |               |               |      |        |
| ATP World Tour Finals | –                 | –                 | –                 | –                 | –                 | –                 | –                 | –             | –             | –             |      | 0-0    |
| ATP Masters 1000      |                   |                   |                   |                   |                   |                   |                   |               |               |               |      |        |
| Indian Wells          | –                 | –                 | –                 | –                 | –                 | –                 | –                 | –             | 1R            | –             | –    | 0-1    |
| Miami                 | –                 | –                 | –                 | –                 | –                 | –                 | –                 | –             | 1R            | –             | –    | 0-1    |
| Monte Carlo           | –                 | –                 | –                 | –                 | –                 | –                 | –                 | –             | –             | –             | –    | 0-0    |
| Rome                  | –                 | –                 | –                 | –                 | –                 | –                 | –                 | –             | –             | –             | –    | 0-0    |
| Hamburg               | –                 | –                 | –                 | –                 | –                 | –                 | –                 | l.c.          | l.c.          | l.c.          | l.c. | 0-0    |
| Madrid                | –                 | –                 | –                 | –                 | –                 | –                 | –                 | –             | –             | –             | –    | 0-0    |
| Montréal/Toronto      | –                 | –                 | –                 | –                 | –                 | –                 | –                 | –             | –             | –             |      | 0-0    |
| Cincinnati            | –                 | –                 | –                 | –                 | –                 | –                 | –                 | –             | –             | –             |      | 0-0    |
| Shanghai              | geen Masters 1000 | geen Masters 1000 | geen Masters 1000 | geen Masters 1000 | geen Masters 1000 | geen Masters 1000 | geen Masters 1000 | –             | –             | –             |      | 0-0    |
| Parijs                | –                 | –                 | –                 | –                 | –                 | –                 | –                 | –             | –             | –             |      | 0-0    |
| Olympische Spelen     |                   |                   |                   |                   |                   |                   |                   |               |               |               |      |        |
| Olympische Spelen     | g.t.              | g.t.              | –                 | geen toernooi     | geen toernooi     | geen toernooi     | 1R                | geen toernooi | geen toernooi | geen toernooi |      | 0-1    |
| Statistieken          |                   |                   |                   |                   |                   |                   |                   |               |               |               |      |        |
| Totaal aantal titels  | 0                 | 0                 | 0                 | 0                 | 0                 | 0                 | 0                 | 0             | 0             | 0             | 0    | 0      |
| Totaal winst-verlies  | 0-1               | 1-3               | 0-1               | 0-2               | 5-16              | 0-2               | 8-15              | 7-13          | 3-10          | 0-3           | 0-0  | 24-66  |
| Eindejaarsranking     | 230               | 166               | 263               | 96                | 168               | 123               | 79                | 87            | 96            | 913           |      | n.v.t. |

N.B. "l.c." = lagere categorie / "g.t." = geen toernooi

### Prestatietabel dubbelspel (grand slam)
| Grandslamtoernooien   |     |     |     |     |     |      |     |        |
| Australian Open       | 1R  | –   | –   | –   | 1R  | –    | –   | 0-2    |
| Roland Garros         | –   | –   | 2R  | –   | –   | –    | –   | 1-1    |
| Wimbledon             | 1R  | –   | 1R  | –   | –   | –    | –   | 0-2    |
| US Open               | –   | –   | –   | 1R  | –   | –    |     | 0-1    |
| Winst-verlies         | 0-2 | 0-0 | 1-2 | 0-1 | 0-1 | 0-0  | 0-0 | 1-6    |
| ATP World Tour Finals |     |     |     |     |     |      |     |        |
| ATP World Tour Finals | –   | –   | –   | –   | –   | –    |     | 0-0    |
| Statistieken          |     |     |     |     |     |      |     |        |
| Totaal aantal titels  | 0   | 0   | 0   | 0   | 0   | 0    | 0   | 0      |
| Eindejaarsranking     | 271 | 315 | 142 | 350 | 289 | g.r. |     | n.v.t. |

N.B. "g.r." = geen ranking